# Giovanni Plazzer
Giovanni Plazzer, italijanski veslač, * 30. september 1909, Koper, † 23. junij 1983.
Plazzer je za Kraljevino Italijo nastopil v četvercu s krmarjem na Poletnih olimpijskih igrah 1932 v Los Angelesu, kjer je italijanski čoln osvojil srebrno medaljo.